# 청백리
청백리(淸白吏)는 고려 시대와 조선 시대의 모범 관료에게 수여되는 명칭으로, 조정에서 청렴결백한 관리로 녹선(錄選)되는 것이며, 동료들의 평가, 사간원, 사헌부, 홍문관과 의정부의 검증 절차 외에도 2품 이상의 당상관과 사헌부, 사간원의 장급들이 추천, 검증, 심사하여 통과되어야 녹선되었다. 청백리로 녹선되면 여러 혜택이 부여되었다. 조선시대에 각 왕대별로 청백리들이 선출되어 현재까지 그 명단이 전하지만 중종 때 이후로는 붕당간의 다툼, 대립에 의해서 청백리로 녹선되었지만 삭제되거나 깎이는 일도 다수 발생하였다. 현재는 조선시대의 청백리들 중 217명의 명단만이 현재 전한다.
이름과 달리 실무직책인 이속들보다는 주로 낭관급 이상, 대부급 이상인 관들이 선임되었다. 재물에 대한 욕심이 없고, 올곧고 깨끗한 관리라는 뜻이며 관직수행능력이 뛰어나고 청렴(淸廉), 근검(勤儉), 근면성, 도덕성, 경효(敬孝), 인의 등의 덕목을 두루 갖춘 성리학적인 전인에 부합하는 의미로 받아들여졌다.
보통의 동료평가와는 다르게 청백리는 동료들의 평가, 사간원, 사헌부, 홍문관과 의정부의 검증 외에도, 2품 이상의 당상관과 사헌부, 사간원의 장급들이 추천, 검증, 심사하여 선발되었다. 대전회통이나 속대전통에 따로 규정이 있지는 않았지만, 임금에게 최종 보고 되었으며 승진과 함께 최고의 명예가 부여되었다. 후손들에게도 혜택이 부여되었다. 삼사의 청요직을 거친 인물들에게만 부여되는 것은 아니며, 무신들에게도 주어졌다. 그러나 주로 삼사의 청요직을 역임한 인물들에게 많이 수여되었다.
청백리에 녹선되면 후손들에게도 혜택이 주어지는데, 청백리로 녹선도니 선조의 음덕을 입어 벼슬길에 나갈 수 있는 특전도 주어졌다. 보통의 음서 제도는 한품 서용이 있어서 선조의 직급에 따라 올라갈수 있는 직급, 처음 임용될 수 있는 직급이 따로 구분되었다.
정창손 생존자에게도 수여되었지만 보통 생존자보다는 사망자나 선대의 인물에게 수여되었으며, 살아있는 인물들에게도 수여되었다. 생존자 중 현직자나 은퇴자 중에서도 청백리로 녹선되는 일도 존재하였다. 1695년(숙종 21) 당시 의정부영의정 남구만(南九萬)이 청백리를 선발하면서 살아 있는 경우에는 염근리, 죽은 후에는 청백리라고 호칭하자고 했다는 설도 있다. 간혹 생전에 2번, 3번 청백리로 녹선되는 사례도 있었다. 그밖에 염근리, 염리로 선발되었다가 살인이나 반역, 혹은 가족, 친인척 중에 연루되지 않거나, 본인과 가족이 가족, 친인척 중에 연루되지 않고 학문적, 정치적, 특별한 과오가 없다면 사후 청백리로 훈격이 올라가는 케이스도 있었다.
청백리에 선발된 인원이 정확히 얼마나 되는지는 전해지지 않으며, 정치적 이해관계에 의해 삭제, 제거되는 인물이 있었다. 1945년 이후 현재까지 남은 자료에는 청백리 명단 중 총 217명이 전하는데, 세조,예종,성종 3차례 영의정을 지낸 정창손, 고불 맹사성, 방촌 황희, 최만리, 이현보, 이황, 오성 이항복, 율곡 이이, 오리 이원익, 사계 김장생 등이 있다.

## 기타
청백리라는 칭호는 조선이 멸망한 뒤에도 깨끗한 공직자의 표상, 대명사로 여겨졌다. 그러나 청백리로 선정되었다 하여 유산상속이 없는 것도 아니고, 재산이 없는 것은 아니었다.
최영, 정몽주, 이이 등 소수 관료들의 청백함과 근검함이 칭송되고 있고, 자신이 청백리이든 아니었든 사대부들과 지식인들은 자식들에게 청백한 관리가 될 것을 당부하기도 하였다. 그러나 일부러 청백리로 녹선되려는 시도들도 발생하였다.
실제 청렴성과 능력, 검소함을 갖추거나 재산이 없고, 축재를 하지 않았어도 녹선되지 못하는 사례들도 많았다. 조선 선조 때 이후로는 녹선대상자가 희귀해졌다.
부당한 뇌물 수수나 선물이 아니더라도 농토와 재산, 노비, 소와 돼지, 말 등 자산이 많으면 녹선되더라고 문제제기나 이견이 나타났다.

## 같이 보기
- 염근리
- 훈장
- 표창장

## 참고 문헌
- 《청선고(淸選考)》
- 《조선왕조실록》
- 《대동야승》
- 《국조인물고》
- 《대동장고(大東掌攷)》
- 《전고대방(典故大方)》